# Nicolas Oliveira (voetballer)
Nicolas Oliveira (Oviedo, 6 februari 2004) is een voetballer met de Duitsland nationaliteit met Spaanse roots die doorgaans als linkervleugelverdediger speelt. In 2023 maakte hij bij Hamburger SV in de Duitse 2. Bundesliga zijn debuut in het betaalde voetbal. Sinds juli 2025 staat hij onder contract bij SSV Jahn Regensburg.

## Clubloopbaan

### Jeugd
Oliveira begon op jonge leeftijd met voetballen bij het Hamburgse Eimsbütteler TV. Op 14-jarige leeftijd maakte hij na zeven jaar de overstap naar de jeugdopleiding van Hamburger SV. Hij doorliep daar alle jeugdelftallen in de onderbouw en kwam in het seizoen 2020/21 uit voor de Onder-17. Vanwege de coronamaatregelen kwam hij dat seizoen slechts tot twee optredens. In het seizoen 2021/22 maakte hij de stap naar de Onder-19. Op 14 augustus 2021 debuteerde hij in de basisopstelling tijdens de met 0–3 verloren thuiswedstrijd tegen de leeftijdsgenoten van RB Leipzig. Onder leiding van trainer Oliver Kirch speelde hij vervolgens bijna alle competitiewedstrijden. In het seizoen 2022/23 stroomde hij door naar het tweede elftal, al speelde hij dat seizoen ook nog zes wedstrijden in de Onder-19.

### Hamburger SV
In het seizoen 2022/23 werd Oliveira toegevoegd aan de selectie van het tweede elftal van Hamburger SV. Hij maakte zijn debuut op 31 juli 2022 in de thuiswedstrijd tegen Holstein Kiel II, waarin hij acht minuten voor tijd als invaller het veld betrad. Na enkele invalbeurten stond hij op 29 oktober voor het eerst in de basis, in de wedstrijd tegen SV Atlas Delmenhorst, onder leiding van trainer Pit Reimers. Eind oktober 2022 trainde Oliveira voor het eerst mee met de eerste selectie. Tijdens de winterstop van het seizoen 2022/23 werd Oliveira opgenomen in de selectie van het eerste elftal voor het trainingskamp in het Spaanse Sotogrande. Op 13 januari 2023 maakte hij daar zijn officieuze debuut voor HSV in een oefenwedstrijd tegen SC Freiburg.  Op 5 februari werd hij voor het eerst opgenomen in de wedstrijdselectie van het eerste elftal, voor de uitwedstrijd tegen Hansa Rostock. Hij kwam in het DKB-Arena echter niet in actie. Gedurende het seizoen zat hij bij zeven wedstrijden op de bank, maar maakte nog geen officiële speelminuten voor het eerste elftal.
Tijdens de voorbereiding van het seizoen 2023/24 werd Oliveira opgenomen in de selectie van het eerste elftal van Hamburger SV. Vanwege een blessure van Miro Muheim kreeg hij speeltijd in meerdere oefenwedstrijden. Zijn optreden overtuigde de clubleiding, waarop hem een profcontract tot medio 2026 werd aangeboden. Op 28 juli 2023 maakte hij zijn officiële debuut in het eerste elftal tijdens de met 5–3 gewonnen seizoensopener tegen Schalke 04. Bij een 4–3-voorsprong viel hij in de 93e minuut in voor Ignace Van der Brempt. Een vaste plaats in de selectie wist hij niet te veroveren, waarna hij zijn wedstrijden voornamelijk in het tweede elftal speelde. Op 7 oktober 2023 scoorde hij daar zijn eerste doelpunt in het seniorenvoetbal, tijdens de met 4–4 gelijkgespeelde thuiswedstrijd tegen Blau-Weiß Lohne. Na een assist van Felix Paschke maakte hij in de 20e minuut de 1–2. 
In de voorbereiding op het seizoen 2024/25 werd Oliveira door de nieuwe hoofdtrainer Steffen Baumgart  opgenomen in de selectie van het eerste elftal. Hij kwam in actie tijdens meerdere oefenwedstrijden, maar werd tot zijn eigen teleurstelling opnieuw ingedeeld bij het tweede elftal. In de rest van het seizoen speelde hij voornamelijk voor HSV II, totdat hij in maart enkele weken uitgeschakeld raakte door een gescheurde binnenband in zijn knie. Zijn bijdrage aan het eerste elftal bleef beperkt tot één optreden: in de derde competitiewedstrijd tegen Hannover 96 viel hij in de blessuretijd in voor Silvan Hefti. Aan het einde van het seizoen besloot Oliveira, vanwege het uitblijven van perspectief op speeltijd in het eerste elftal, de club te verlaten en de overstap te maken naar SSV Jahn Regensburg uit de 3. Liga.

### SSV Jahn Regensburg
In juli 2025 zette Oliveira zijn handtekening onder een contract bij SSV Jahn Regensburg, dat hem tot medio 2027 aan de club bond. Op 2 augustus maakte hij zijn debuut in de 3. Liga voor Regensburg tijdens het uitduel tegen FC Ingolstadt 04, dat eindigde in een 1-1 gelijkspel. Trainer Michael Wimmer  begon met hem in het Audi-Sportpark als rechtermiddenvelder in de basisopstelling. 

## Clubstatistieken
| Seizoen                        | Club                | Competitie        | Competitie | Competitie | Beker | Beker | Internationaal | Internationaal | Overig | Overig | Totaal | Totaal |
| Seizoen                        | Club                | Competitie        | Wed.       | Dlp.       | Wed.  | Dlp.  | Wed.           | Dlp.           | Wed.   | Dlp.   | Wed.   | Dlp.   |
| ------------------------------ | ------------------- | ----------------- | ---------- | ---------- | ----- | ----- | -------------- | -------------- | ------ | ------ | ------ | ------ |
| 2022/23                        | Hamburger SV II     | Regionalliga Nord | 23         | 0          | –     | –     | –              | –              | –      | –      | 23     | 0      |
| 2023/24                        | Hamburger SV II     | Regionalliga Nord | 18         | 1          | –     | –     | –              | –              | –      | –      | 18     | 1      |
| 2023/24                        | Hamburger SV        | 2. Bundesliga     | 4          | 0          | 1     | 0     | –              | –              | –      | –      | 4      | 0      |
| 2024/25                        | Hamburger SV II     | Regionalliga Nord | 19         | 1          | –     | –     | –              | –              | –      | –      | 19     | 1      |
| 2024/25                        | Hamburger SV        | 2. Bundesliga     | 1          | 0          | –     | –     | –              | –              | –      | –      | 1      | 0      |
| 2025/26                        | SSV Jahn Regensburg | 3. Liga           | 1          | 0          | 0     | 0     | –              | –              | 0      | 0      | 1      | 0      |
| Carrière totaal                | Carrière totaal     | Carrière totaal   | 66         | 2          | 1     | 0     | –              | –              | –      | –      | 67     | 2      |
| Bijgewerkt tot 5 augustus 2025 |                     |                   |            |            |       |       |                |                |        |        |        |        |

## Interlandloopbaan
Oliveira kwam uit voor meerdere Duitse nationale jeugdelftallen, maar nam niet deel aan eindtoernooien. Op 20 oktober 2022 debuteerde hij in een Duits jeugdteam. Tijdens de met 1–2 gewonnen oefeninterland van Duitsland -19 tegen Zwitserland viel hij in de 89e minuut in voor Lukas Ullrich. Hij speelde zestien jeugdinterlands, waarin hij onder meer samenspeelde met Tom Rothe, Ilyas Ansah, Keke Topp en Tom Sanne.
| Jeugdinterlands van Nicolas Oliveira voor Duitsland | Jeugdinterlands van Nicolas Oliveira voor Duitsland | Jeugdinterlands van Nicolas Oliveira voor Duitsland | Jeugdinterlands van Nicolas Oliveira voor Duitsland | Jeugdinterlands van Nicolas Oliveira voor Duitsland | Jeugdinterlands van Nicolas Oliveira voor Duitsland |
| №                                                   | Datum                                               | Wedstrijd                                           | Uitslag                                             | Soort Wedstrijd                                     | Doelpunten                                          |
| Als speler bij Onder-19                             | Als speler bij Onder-19                             | Als speler bij Onder-19                             | Als speler bij Onder-19                             | Als speler bij Onder-19                             | Als speler bij Onder-19                             |
| --------------------------------------------------- | --------------------------------------------------- | --------------------------------------------------- | --------------------------------------------------- | --------------------------------------------------- | --------------------------------------------------- |
| 1.                                                  | 20 oktober 2022                                     | Zwitserland – Duitsland                             | 1 – 2                                               | Vriendschappelijk                                   |                                                     |
| 2.                                                  | 25 oktober 2022                                     | Duitsland – Spanje                                  | 5 – 1                                               | Vriendschappelijk                                   |                                                     |
| 3.                                                  | 23 november 2023                                    | Polen – Duitsland                                   | 0 – 3                                               | Vriendschappelijk                                   |                                                     |
| 4.                                                  | 26 november 2023                                    | Malta – Duitsland                                   | 0 – 7                                               | Vriendschappelijk                                   |                                                     |
| 5.                                                  | 29 november 2023                                    | Portugal – Duitsland                                | 2 – 2                                               | Vriendschappelijk                                   |                                                     |
| 6.                                                  | 22 maart 2023                                       | Duitsland – Italië                                  | 2 – 3                                               | EK-kwalificatie 2023                                |                                                     |
| 7.                                                  | 25 maart 2023                                       | Duitsland – België                                  | 1 – 1                                               | EK-kwalificatie 2023                                |                                                     |
| 8.                                                  | 10 mei 2023                                         | Denemarken – Duitsland                              | 1 – 1                                               | Vriendschappelijk                                   |                                                     |
| Als speler bij Onder-20                             |                                                     |                                                     |                                                     |                                                     |                                                     |
| 1.                                                  | 7 september 2023                                    | Duitsland – Italië                                  | 1 – 1                                               | Vriendschappelijk                                   |                                                     |
| 2.                                                  | 11 september                                        | Polen – Duitsland                                   | 1 – 1                                               | Vriendschappelijk                                   |                                                     |
| 3.                                                  | 13 oktober 2023                                     | Portugal – Duitsland                                | 1 – 2                                               | Vriendschappelijk                                   |                                                     |
| 4.                                                  | 16 oktober 2023                                     | Duitsland – Tsjechië                                | 0 – 1                                               | Vriendschappelijk                                   |                                                     |
| 5.                                                  | 17 november 2023                                    | Roemenië – Duitsland                                | 0 – 1                                               | Vriendschappelijk                                   |                                                     |
| 6.                                                  | 20 november 2023                                    | Duitsland – Engeland                                | 2 – 3                                               | Vriendschappelijk                                   |                                                     |
| 7.                                                  | 22 maart 2024                                       | Duitsland – Frankrijk                               | 3 – 1                                               | Vriendschappelijk                                   |                                                     |
| 8.                                                  | 25 maart 2024                                       | Duitsland – Frankrijk                               | 4 – 4                                               | Vriendschappelijk                                   |                                                     |
| Bijgewerkt tot 2 augustus 2024                      |                                                     |                                                     |                                                     |                                                     |                                                     |

## Persoonlijk
Oliveira werd geboren in de Spaanse stad Oviedo en is de zoon van een Spaanse moeder.